# Tamijia
Genre
Classification APG III (2009)
Tamijia S.Sakai & Nagam. est un genre de plantes à fleurs de la famille des Zingiberaceae décrite pour la première fois en 2000 par Shoko Sakai et Hidetoshi Nagamasu, dans le "Edinburgh Journal of Botany" (57: 245-255), (Systematic studies of Bornean Zingiberaceae: III. Tamijia: A new genus.) .
La distribution du genre Tamijia est à Bornéo dans la province malaisienne de Sarawak et dans le Sultanat de Brunei.
La seule espèce décrite dans ce genre est Tamijia flagellaris S.Sakai & Nagam.

## Liste d'espèces
Selon World Checklist of Selected Plant Families (WCSP) (14 sept 2011) :
- Tamijia flagellaris S.Sakai & Nagam., (2000).